# Фатимская буря
Фатимская буря — крупнейшая геомагнитная буря 25-26 января 1938 года, вызванная массивными выбросами на Солнце 16-25 января, имевших место в рамках 17-го цикла солнечной активности.

## Отличительные признаки
Полярные сияния, вызванные бурей, наблюдались по всей Европе, включая Португалию и Сицилию, а также в Южной Калифорнии, на Бермудах и в Южной Австралии. Были полностью прерваны все трансатлантические радиокоммуникации на 12 часов. Последний раз подобное явление всеевропейского масштаба наблюдалось в 1709 году.
Сполохи цвета имели необычную ярко-малиновую окраску с вкраплениями зелёного, белого, голубого и красного цветов. Сияние имело форму короны и располагалось почти в зените.

## Происшествия
- В Зальцбурге местные жители вызвали пожарных, приняв зарево за пожар.
- Такие же ложные вызовы имели место и в Лондоне, пожарных вызвали даже стражи Виндзорского замка.
- На Бермудах жители были уверены, что где-то за горизонтом пылает большое грузовое судно.
- В Шотландии многие набожные люди посчитали сияние плохим знамением для своей страны.
- В Нидерландах вскоре после бури родилась наследница престола принцесса Беатрикс, и жители посчитали сияние добрым знаком.

## Религиозный аспект
Католическая церковь связывает данную бурю с Фатимскими явлениями Девы Марии, в частности с имевшим место в 1917 году предсказанием грядущей Второй мировой войны, которое последует вскоре за «необычным светом с небес». Вскоре после бури последовал Аншлюс.
Католическая церковь, однако, официально опубликовала эти предсказания лишь в 1941 году, через 3 года после Фатимской бури, когда Вторая мировая война была уже в разгаре.